# Choruschiwka (Romny)
Choruschiwka (ukrainisch Хоружівка; russisch Хоружевка Choruschewka) ist ein Dorf im Zentrum der ukrainischen Oblast Sumy mit etwa 800 Einwohnern (2001).

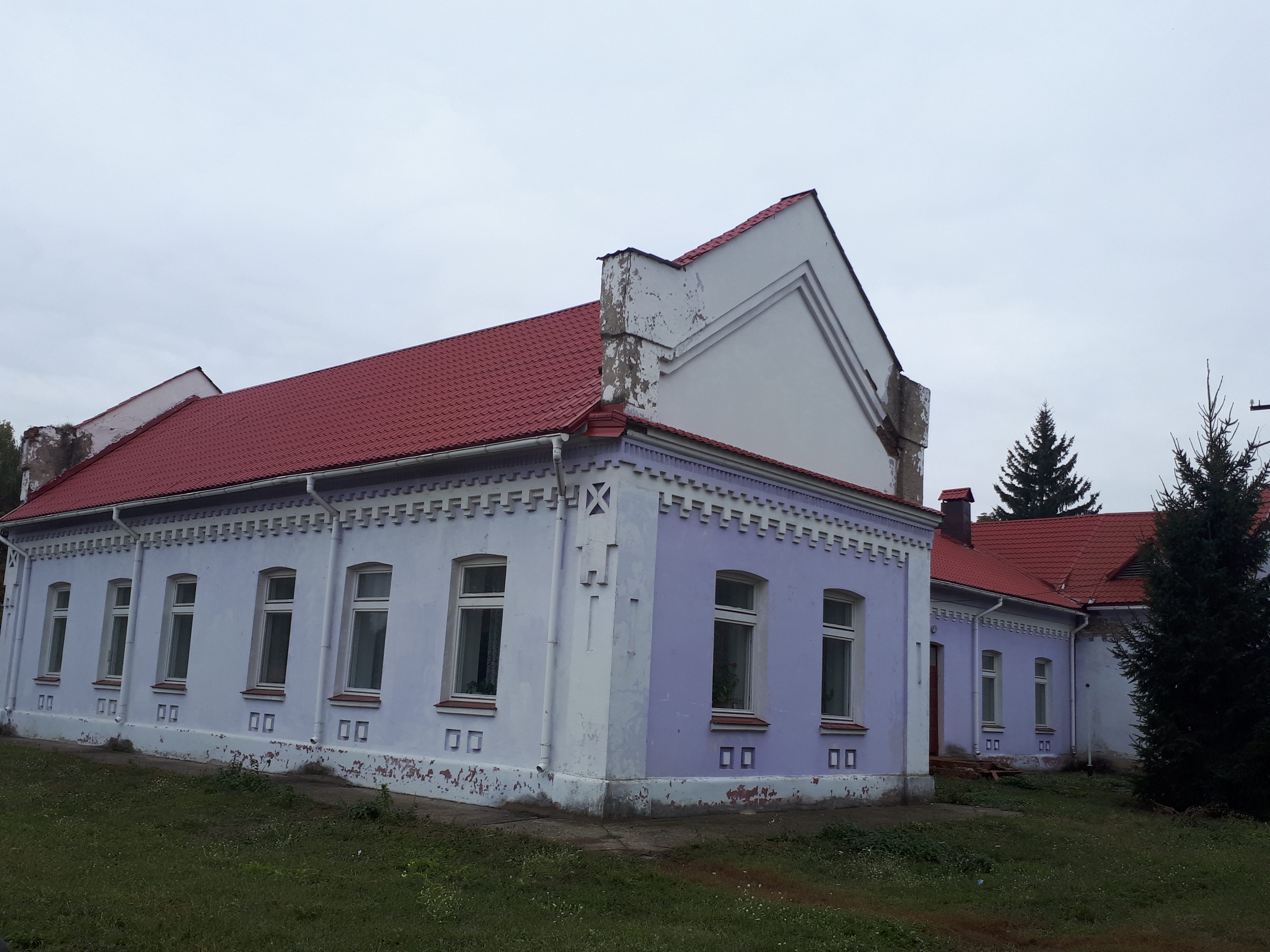
Ehemalige Schule im Ort

## Geographie
Choruschiwka liegt im Rajon Romny am Ufer des Chus (Хусь), ein 20 km langer, rechter Nebenfluss der Sula. Durch die Ortschaft verläuft die Territorialstraße T–19–04, die nach 12 km in südliche Richtung zum ehemaligen Rajonzentrum Nedryhajliw führt.

## Gemeinde
Am 2. September 2016 wurde das Dorf ein Teil der neugegründeten Siedlungsgemeinde Nedryhajliw, bis dahin bildete sie zusammen mit den Dörfern Bisch (Біж), Darahanowe (Дараганове), Lawrowe (Лаврове), Omelkowe (Омелькове) und Spartak (Спартак) die gleichnamige Landratsgemeinde Choruschiwka (Хоружівська сільська рада/Choruschiwska silska rada) im Norden des Rajons Nedryhajliw.
Am 17. Juli 2020 kam es im Zuge einer großen Rajonsreform zum Anschluss des Rajonsgebietes an den Rajon Romny.

## Persönlichkeiten
Im Dorf kam 1885 der Komponist Thomas de Hartmann und 1954 der ehemalige Ministerpräsident und Präsident der Ukraine Wiktor Juschtschenko zur Welt.
In einem Feld nahe dem Dorf fiel im Kampf mit den Roten Kosaken im Juni 1921 der Kommandeur der  anarchistischen Machnowschtschina Fedossij Schtschus.